# 涂鸦跳跃
《塗鴉跳躍》是由Lima Sky開發的一款電子遊戲，支持Windows Phone、iOS、BlackBerry、Android、Java Mobile（J2ME）、諾基亞Symbian和Xbox 360等平台，其作者為克羅埃西亞人Igor和Marko Pusenjak。遊戲於2009年4月6日在iOS全球發行，之後於2010年3月2日在Android和Blackberry平台發佈。遊戲在Symbian平台發佈的時間為2010年5月1日，在Windows Phone 7上則於2011年6月1日發佈（2013年8月21日在Windows Phone 8上重新發佈）。2011年9月1日，遊戲在iPad上發佈。遊戲的玩法靈感最初源於Sunflat Games的《PapiJump》，其角色靈感則源於伊丽丝·格繪製的插圖。
在《塗鴉跳躍》中，玩家操控一隻名為“The Doodler”的四腳動物在一個永無休止的平台上一直跳高。如果The Doodler墮下，則遊戲結束。跳得越高，遊戲的分數便越高。The Doodler可由控制遊戲設備的傾斜度而移動的。在黑莓版本，則是由方向鍵控制。
《塗鴉跳躍》在App Store上曾連續4個月日銷量達到25,000份。截至2011年12月，遊戲在iTunes和Google Play上銷量已達到1000萬，在全部平台上銷量總和達到1500萬。遊戲發行後收穫了外界的好評，GameRankings根據6個評論給出遊戲85.00%的好評率。